# 오라녜 자유국
오라녜 자유국(영어: Orange Free State, 네덜란드어: Oranje-Vrijstaat 오라녜 프레이스타트[*])은 현 남아프리카 공화국 지역에 위치한 나라였다.

## 지리
오렌지강과 발강 사이에 위치했다. 발 강 너머에는 트란스발 공화국이 존재했다.

## 국명의 유래
'오라녜'란 국명은 오렌지강에서 유래했는데, 그 강 이름은 네덜란드 왕실 이름인 '오라녜'에서 유래되었다.

## 역사
1854년 아프리카너들에 의해 설립되었다. 보어 전쟁 후 1902년에 영국의 오렌지강 식민지가 되었다.1910년 남아프리카 연방에 편입되어 오렌지 자유국주로 변경되었고, 지금은 프리스테이트주라는 이름으로 존재한다. 훗날 남아프리카 연방에 포함되었고, 남아공 옛 국기에 이 나라의 국기가 들어간다.

## 같이 보기
- 옛 나라 목록
- 나탈리아 공화국
- 파리 협약